# هوپلاون (نیوجرسی)
هوپلاون (به انگلیسی: Hopelawn) یک منطقهٔ مسکونی در ایالات متحده آمریکا است که در نیوجرسی واقع شده‌است. هوپلاون ۳۰ متر بالاتر از سطح دریا واقع شده‌است.